# Promachus mustela
Promachus mustela là một loài ruồi trong họ Asilidae. Promachus mustela được Loew miêu tả năm 1854. Loài này phân bố ở vùng Cổ Bắc giới và châu Á.